# 沙特奈 (伊泽尔省)
沙特奈（法語：Châtenay，法語發音：[ʃatnɛ]）是法国伊泽尔省的一个市镇，位于该省中西部，原属格勒诺布尔区，2017年起改属维埃纳区。

## 地理
沙特奈（45°19'14"N, 5°13'45"E）面积4.62 平方千米，位于法国奥弗涅-罗讷-阿尔卑斯大区伊泽尔省，该省份为法国东南部内陆省份，北起顺时针与安省、萨瓦省、上阿尔卑斯省、德龙省、阿尔代什省、卢瓦尔省和罗讷省。
与沙特奈接壤的市镇（或旧市镇、城区）包括：圣西梅翁德布雷雪、萨尔迪约、维里维尔、马尔南。
沙特奈的时区为UTC+01:00、UTC+02:00（夏令时）。

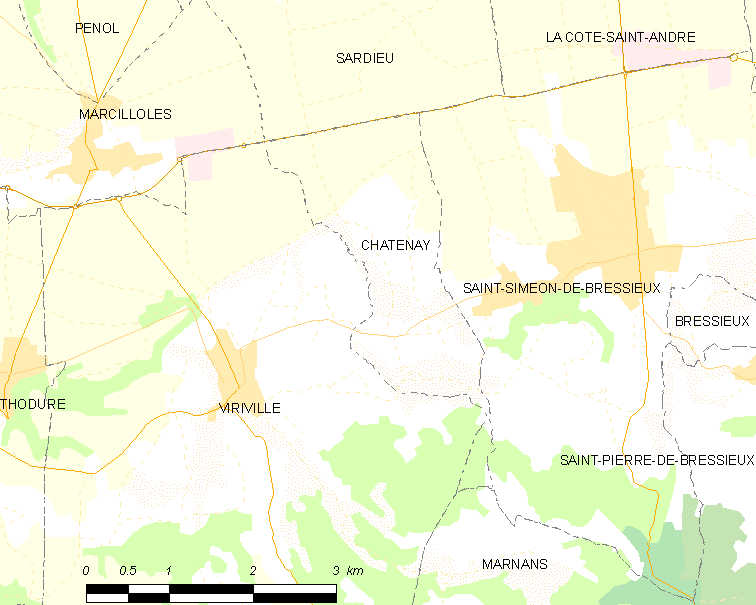
沙特奈的OSM定位图

## 行政
沙特奈的邮政编码为38980，INSEE市镇编码为38093。

## 政治
沙特奈所属的省级选区为比耶夫尔县。

## 人口

1962-2008年间沙特奈人口变化图示

沙特奈于2022年1月1日时的人口数量为432人。